# Doljani (Bihać)
Pour les articles homonymes, voir Doljani.
Doljani (en serbe cyrillique : Дољани) est un village de Bosnie-Herzégovine. Il est situé sur le territoire de la ville de Bihać, dans le canton d'Una-Sana et dans la fédération de Bosnie-et-Herzégovine. Selon les premiers résultats du recensement bosnien de 2013, il ne compte plus aucun habitant.

## Démographie

### Évolution historique de la population
| 1948 | 1953 | 1961 | 1971 | 1981 | 1991 | 2013 |
| ---- | ---- | ---- | ---- | ---- | ---- | ---- |
| -    | -    | 619  | 440  | 261  | 154  | 0    |

|  |

### Répartition de la population par nationalités (1991)
En 1991, le village comptait 154 habitants, tous serbes,.